# Santos Iriarte
Victoriano Santo Iriarte (2. studenog 1902. – 10. studenog 1968.), s nadmikom El Canario (kanarinac) bio je urugvajski nogometni napadač i član urugvajske nogometne reprezentacije koja je po prvi put osvojila svjetsko nogometno prvenstvo 1930. godine. Igrao je za Racing Club de Montevideo.
Iriarte je bio vezni igrač, odigrao je sve četiri utakmice na svjetskom prvenstvu te je zabio dva gola; jedan u polufinalu protiv Jugoslavije te jedan u finalu protiv Argentine. 

## Međunarodni golovi
Rezultat Urugvaja se računa prvi
| #  | Datum            | Stadion                                 | Protivnik   | Zgoditak | Rezultat | Natjecanje |
| -- | ---------------- | --------------------------------------- | ----------- | -------- | -------- | ---------- |
| 1. | 27. srpnja 1930. | Estadio Centenario, Montevideo, Urugvaj | Jugoslavija | 4–0      | 6–1      | SP 1930.   |
| 2. | 30. srpnja 1930. | Estadio Centenario, Montevideo, Urugvaj | Argentina   | 3–2      | 4–2      | SP 1930.   |